# Orden por Valor Personal
La Orden por Valor Personal (en bielorruso: Ордэн «За асабістую мужнасць») es una condecoración estatal de la República de Bielorrusia, destinada a reconocer el coraje excepcional y valentía personal así como hazañas realizadas en circunstancias extremas. Fue establecida por el Decreto del Consejo Supremo de la República de Bielorrusia N.º 3726-XII del 13 de abril de 1995.

## Criterios de concesión
La Orden del Valor Personal se entrega a los ciudadanos en reconocimiento a:
- Valentía excepcional y coraje personal en la ejecución de deberes militares, civiles o de servicio;
- Actos desinteresados realizados en situaciones de emergencia;
- Coraje en la protección de las fronteras estatales;
- Coraje en el mantenimiento del orden público;
- Acciones audaces y decisivas realizadas en situaciones que amenazan la vida.

La insignia de la orden se lleva en el lado izquierdo del pecho y, en presencia de otras órdenes de la República de Bielorrusia, se coloca justo después de la insignia de la Orden del Servicio a la Patria.

## Descripción
La Orden del Valor Personal es una cruz dorada y esmaltada en rojo sobre el fondo de un plano tetraédrico dorado que representa rayos acanalados. En el centro de la cruz hay un círculo con un diámetro de 22 mm, cubierto con esmalte blanco, con la inscripción «Por valor personal» y una representación de ramas de laurel. En el centro del círculo hay una estrella dorada de cinco puntas sobre un fondo rojo oscuro. El círculo se superpone a una espada dorada. El reverso de la insignia tiene una superficie lisa, con el número de serie de la condecoración grabado en el centro.
La medalla está conectada con un ojal y un anillo a un bloque pentagonal cubierto con una cinta muaré de seda dorada con una franja longitudinal de color burdeos en el medio. En los bordes de la cinta, hay una tira longitudinal: en el lado izquierdo, blanco, en el derecho, burdeos.
La  Orden del Valor Personal está hecha de plata dorada.